# 湯梨浜町
湯梨浜町（ゆりはまちょう）は、鳥取県の中央部に位置する町である。日本海に面し、町の中央には東郷湖があり海岸部は砂丘地帯、西部は平野で田園地帯となっている。東伯郡に属す。

## 概要
2004年（平成16年）10月1日、東伯郡羽合町、泊村、東郷町が合併して誕生した。
湯梨浜町の町名は「温泉」（湯）、「二十世紀梨」、「砂浜」に由来する。2012年（平成24年）10月24日、地域に伝わる天女伝説にちなんでイメージキャラクターの「ゆりりん」が誕生した。高齢者を中心に全国的に人気のあるグラウンド・ゴルフは旧泊村が発祥地といわれる。東郷湖湖畔にあるはわい温泉、東郷温泉でも知られる。日本海側気候で、豪雪地帯に指定されている。

## 地理
日本固有種であるトウテイランの自生地であり、2022年（令和4年）5月2日には湯梨浜町のトウテイラン群落が鳥取県指定天然記念物に指定された。

### 地形

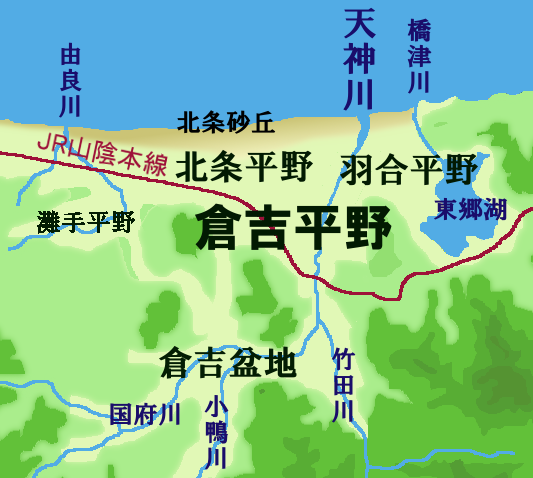
倉吉平野周辺の地形
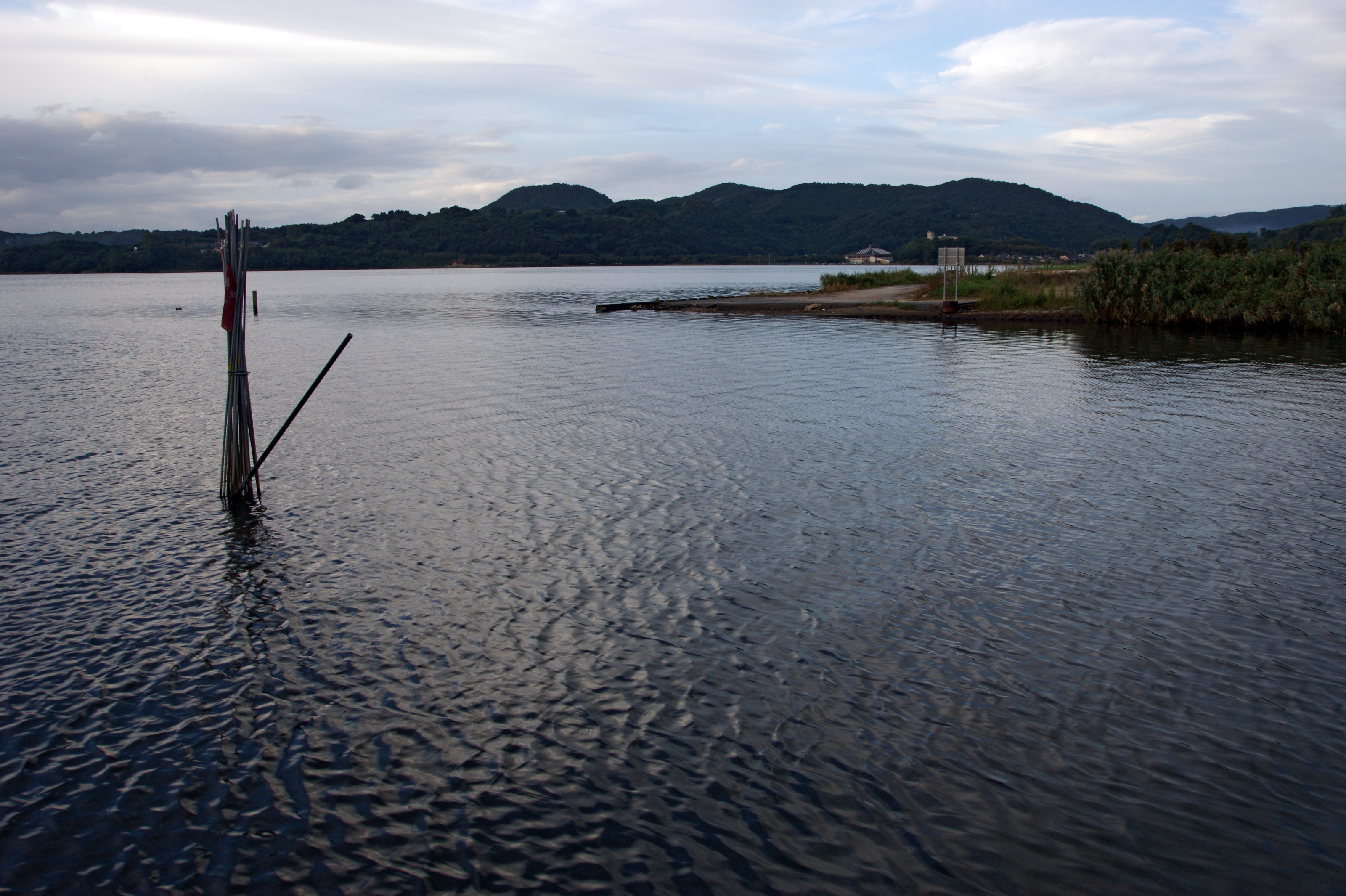
東郷池

地形
- 羽合平野、羽合砂丘

山岳
- 鉢伏山、羽衣石山、米山

河川
- 天神川、東郷川、舎人川、羽衣石川

湖沼
- 東郷池

- 倉吉平野周辺の地形
- 東郷池

### 隣接している自治体
- 鳥取市
- 倉吉市
- 東伯郡：三朝町、北栄町

### 住所表記
2004年10月1日の合併により、湯梨浜町が発足した。このため、住所表記が以下の通り変更された。また、大字は表示する。鳥取県で、合併後も引き続き大字を表示するのは湯梨浜町と琴浦町のみである。
- 旧羽合町・東郷町は「東伯郡××町△△」→「東伯郡湯梨浜町△△」とする（従来通り「大字」は付ける）。
- 旧泊村は「東伯郡泊村△△」→「東伯郡湯梨浜町△△」とする（従来通り「大字」は付ける）。

-例-
- 鳥取県東伯郡羽合町大字△△ → 鳥取県東伯郡湯梨浜町大字△△
- 鳥取県東伯郡泊村大字△△ → 鳥取県東伯郡湯梨浜町大字△△
- 鳥取県東伯郡東郷町大字△△ → 鳥取県東伯郡湯梨浜町大字△△

### 人口
| |                                          |  |
| 湯梨浜町と全国の年齢別人口分布（2005年） | 湯梨浜町の年齢・男女別人口分布（2005年） |  |
| ■紫色 ― 湯梨浜町 ■緑色 ― 日本全国 | ■青色 ― 男性 ■赤色 ― 女性                |  |
| 湯梨浜町（に相当する地域）の人口の推移 \| 1970年（昭和45年） \| 17,776人 \| \| \| 1975年（昭和50年） \| 17,331人 \| \| \| 1980年（昭和55年） \| 17,488人 \| \| \| 1985年（昭和60年） \| 17,498人 \| \| \| 1990年（平成2年） \| 17,309人 \| \| \| 1995年（平成7年） \| 17,167人 \| \| \| 2000年（平成12年） \| 17,381人 \| \| \| 2005年（平成17年） \| 17,525人 \| \| \| 2010年（平成22年） \| 17,029人 \| \| \| 2015年（平成27年） \| 16,550人 \| \| \| 2020年（令和2年） \| 16,055人 \| \| |                                          |  |
| 総務省統計局 国勢調査より |                                          |  |
| 1970年（昭和45年） | 17,776人                                 |  |
| 1975年（昭和50年） | 17,331人                                 |  |
| 1980年（昭和55年） | 17,488人                                 |  |
| 1985年（昭和60年） | 17,498人                                 |  |
| 1990年（平成2年） | 17,309人                                 |  |
| 1995年（平成7年） | 17,167人                                 |  |
| 2000年（平成12年） | 17,381人                                 |  |
| 2005年（平成17年） | 17,525人                                 |  |
| 2010年（平成22年） | 17,029人                                 |  |
| 2015年（平成27年） | 16,550人                                 |  |
| 2020年（令和2年） | 16,055人                                 |  |

## 歴史
- 2001年（平成13年）
  - 9月 - 東伯郡羽合町・泊村・東郷町の3町村で法定協議会設置を求める住民発議。
  - 10月1日 - 3町村で法定協議会設置。新町名は、「現在の3町村の名称は使用しない」ことなどを条件に3町村の住民を中心に公募を行い、1653点、1039種類の応募があった。合併協議会で最終候補5点（湖周、東ほうき、美郷、伯耆、湯梨浜）を選び、その中から住民アンケートで最も支持の多かった「湯梨浜町」に決定。
- 2003年（平成15年）12月5日 - 合併協定調印式。
- 2004年（平成16年）10月1日 - 羽合町・泊村・東郷町が合併して湯梨浜町が発足[2]。
- 2016年（平成28年）10月21日 - 鳥取県中部を震源とするM6.6の鳥取県中部地震が発生。湯梨浜町では震度6弱を観測[5]。

## 行政

### 歴代町長
- 町長：宮脇正道（2006年10月2日から4期目、前助役）

### 庁舎
- 湯梨浜町役場：東伯郡湯梨浜町大字久留19番地1
- 湯梨浜町役場東郷支所：東伯郡湯梨浜町大字龍島500番地
- 湯梨浜町役場泊支所：東伯郡湯梨浜町大字泊534番地1

### 姉妹都市
日本国外
- ハワイ郡（アメリカ合衆国）
  - 1996年11月17日姉妹都市提携（旧羽合町）

日本国内
- 東郷町（愛知県愛知郡）
  - 「全国東郷会」を結成していた。

## 経済
- 主な産業　農業、漁業、観光
- 産業人口（2010年）　第1次産業1,465人（16.9％）、第2次産業1,821人（21.0％）、第3次産業5,335人（57.0％）

### 農業
町としては梨の生産量が日本一である。二十世紀梨の生産量が鳥取県内で40％の比率を占めている。

### 漁業
- 泊漁港
- 羽合漁港

## 教育

### 小学校
- 湯梨浜町立羽合小学校
- 湯梨浜町立泊小学校
- 湯梨浜町立東郷小学校

### 中学校
- 湯梨浜町立湯梨浜中学校
- （私立）湯梨浜中学校

### 高校
- （私立）湯梨浜高等学校

## 交通

### 鉄道
町の中心から外れた位置を通っている。
西日本旅客鉄道（JR西日本）
- 山陰本線：泊駅 - 松崎駅

### バス路線
高速バス
- 大阪・神戸～鳥取・倉吉線
  - 夜行便(繁忙期のみ):弁天町バスターミナル・なんば（OCAT）・三ノ宮駅（三宮バスターミナル）～智頭福原・用瀬・河原・鳥取駅・松崎駅・倉吉バスセンター・倉吉駅
  - 昼行便:弁天町バスターミナル・なんば(OCAT)・新大阪駅・三ノ宮駅(三宮バスターミナル）・千里桃山台・少路駅・宝塚IC・西宮北IC～智頭福原・用瀬・河原・鳥取駅・久世IC・湯原温泉口・蒜山犬挟・関金温泉・倉吉市役所前・上齋原温泉・穴鴨・三朝温泉口・松崎駅・倉吉駅・倉吉バスセンター
- メリーバード号（広島・福山～倉吉・鳥取線）
  - 広島バスセンター・不動院前・中筋駅・高坂PA・福山本郷・（福山）千田～関金温泉・倉吉市役所前・倉吉駅・倉吉バスセンター・ハワイアロハホール・湖山（湖陵高校前）・鳥取駅

空港リムジンバス
- 鳥取空港リムジンバス
  - 鳥取空港～浜村中央・青谷・恐竜広場前・松崎駅前・倉吉駅・八ツ屋・三朝町役場前・大学病院前・三朝温泉入口・三朝温泉
    - 山陰自動車道は経由しない。

一般路線バス
- 日本交通 (鳥取)（日交バス）
  - 西倉吉～西倉吉町（←のみ）～岡田～河原町～福吉町～新町～赤瓦・白壁土蔵～堺町（さかえまち）～倉吉パークスクエア北口～厚生病院前～総合事務所前～八ツ屋～倉吉駅～海田～倉吉バスセンター～田後（たじり）～長瀬西口～湯梨浜町役場前～羽合西小前～長瀬東口～橋津東口～宇野西口～宇谷～泊駅前～恐竜広場前～石脇車庫
  - 西倉吉～西倉吉町（←のみ）～岡田～河原町～福吉町～新町～赤瓦・白壁土蔵～堺町（さかえまち）～倉吉パークスクエア北口～厚生病院前～総合事務所前～八ツ屋～倉吉駅～海田～倉吉バスセンター～田後（たじり）～はわい温泉～羽合ひかり園～羽合西小前～長瀬東口～橋津東口～宇野西口～宇谷～泊駅前～恐竜広場前～石脇車庫～小浜（こばま）
  - 西倉吉～西倉吉町（←のみ）～岡田～河原町～福吉町～新町～赤瓦・白壁土蔵～堺町（さかえまち）～倉吉パークスクエア北口～厚生病院前～総合事務所前～八ツ屋～倉吉駅～埴見（はなみ）入口～長和田（なごうた）～松崎駅前～舎人（とねり）～北方入口
  - 西倉吉←西倉吉町←岡田←河原町←福吉町←新町←赤瓦・白壁土蔵←堺町（さかえまち）←倉吉パークスクエア北口←厚生病院前←総合事務所前←八ツ屋←倉吉駅←埴見（はなみ）入口←長和田（なごうた）←松崎駅前←舎人（とねり）←北方入口←泊駅前←恐竜広場前←石脇車庫
  - 北方入口→泊駅前→恐竜広場前→石脇車庫

### 道路
高速道路
町内にあるインターチェンジ
山陰自動車道（青谷羽合道路）：泊東郷インターチェンジ - はわいインターチェンジ
一般国道
町内を走る一般国道
国道9号
国道179号
都道府県道
町内を走る県道
鳥取県道22号倉吉青谷線
鳥取県道29号三朝東郷線
鳥取県道51号倉吉川上青谷線
鳥取県道162号泊港線
鳥取県道185号東郷湖線
鳥取県道199号上浅津田後線
鳥取県道200号長和田羽合線
鳥取県道234号東郷羽合線
鳥取県道248号長江羽合線
鳥取県道259号泊絹見青谷線
鳥取県道260号鉢伏川上線
鳥取県道320号羽合東伯線
鳥取県道501号倉吉東郷自転車道線
鳥取県道503号赤碕東郷自転車道線

## 情報通信

### 市外局番
市外局番は、0858（20～69）となっている。但し、天気予報は0859-177である。（市外局番0858の地域が鳥取県東部と中西部に複数存在するため。）
- 0858（20～69）エリア
  - 倉吉市・三朝町・湯梨浜町・琴浦町・北栄町・大山町（中山地区）
  - 羽合電話交換所管轄（35、47（5千番台）、48（5千番台））
  - 泊電話交換所管轄（34、48（8千番台））
  - 松崎電話交換所管轄（32、48（6千番台））
  - 倉吉上井電話交換所管轄（26、27、47（4千番台）、48（1、9千番台））

### 郵便番号
郵便番号は以下の通りとなっている。2006年10月16日、2019年10月15日の再編に伴い、変更された。
- 倉吉郵便局（倉吉市）：682-00xx、682-08xx、682-09xx、682-85xx、682-86xx、682-87xx、682-04xx、682-06xx、682-07xx、689-06xx、689-07xx、689-21xx、689-22xx
  - 倉吉市・湯梨浜町・北栄町の全域を担当する。
  - 2006年10月15日までは、682-04xxは関金郵便局、682-06xxは高城郵便局、682-07xxははわい郵便局、689-21xxは北条郵便局、689-22xxは由良郵便局の番号だった。
  - 2019年10月14日までは、689-06xxは泊郵便局、689-07xxは松崎郵便局の番号だった。

## 名所・旧跡・観光スポット
- 東郷湖
  - はわい温泉
  - 東郷温泉

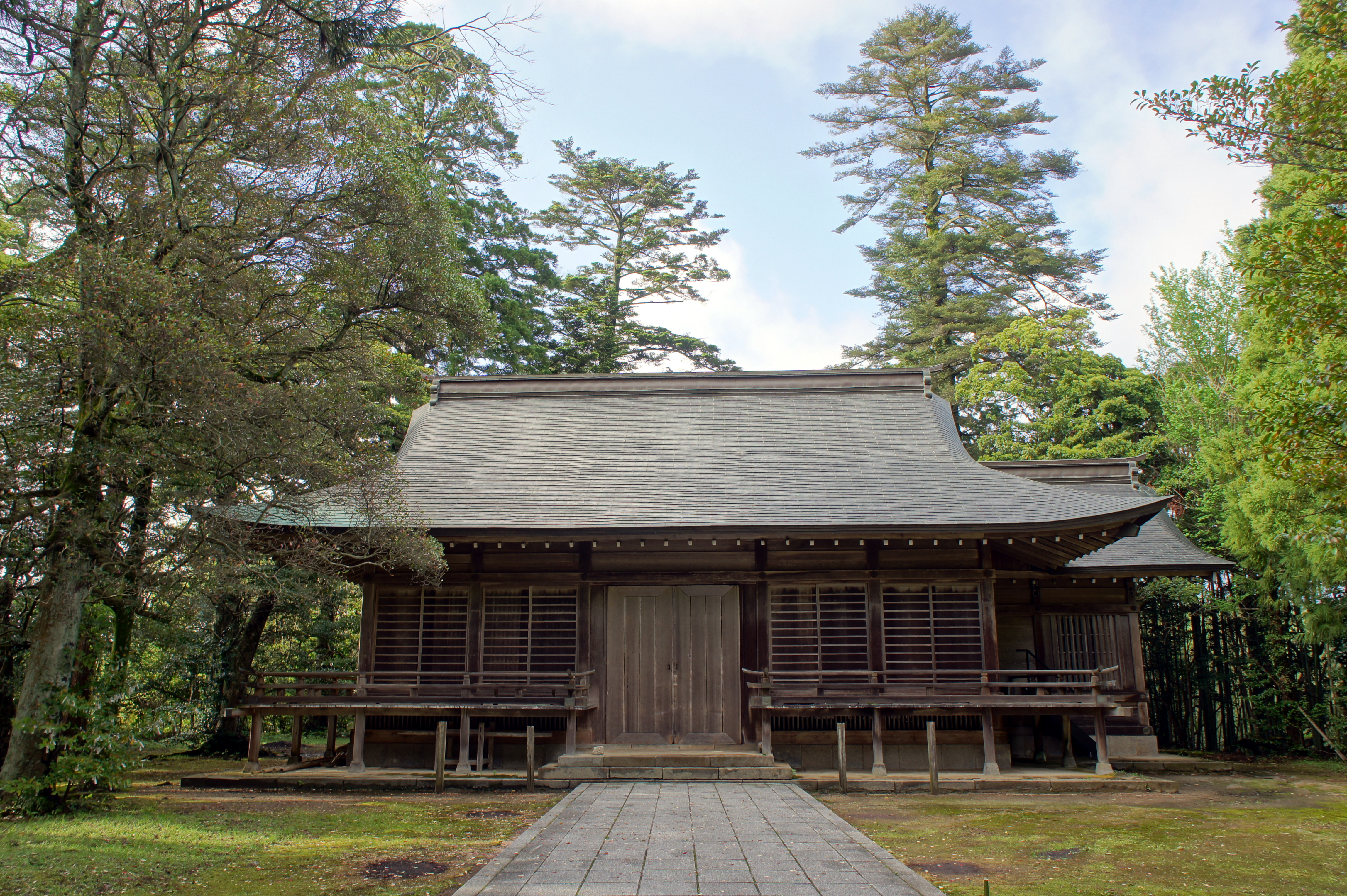
倭文神社

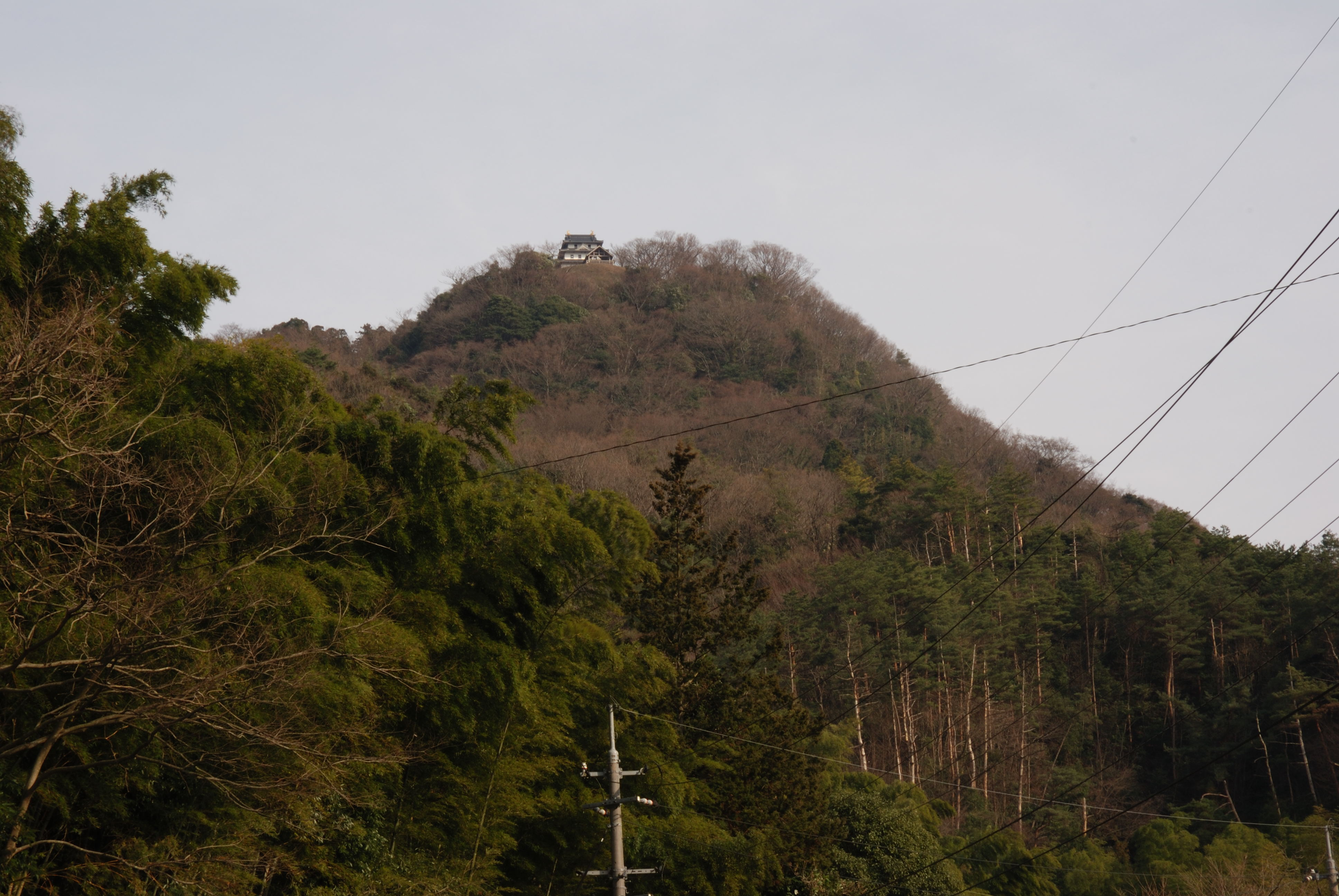
羽衣石城

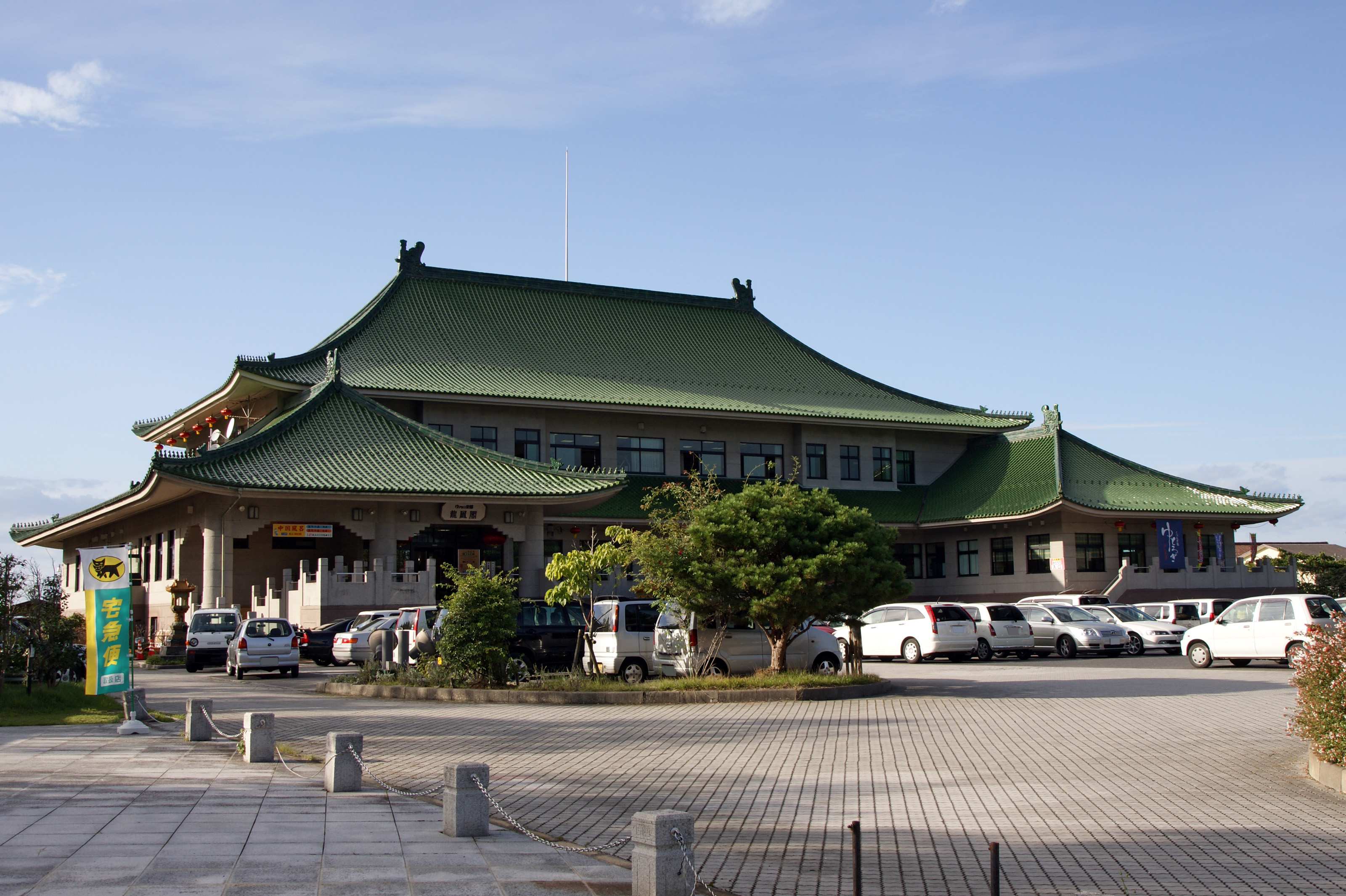
東郷温泉・ゆアシス東郷龍鳳閣

  - 燕趙園 - 総面積10,000平方メートルの中国庭園のテーマパーク。
- 尾崎氏庭園（国の名勝）
- 倭文神社 - 伯耆国一ノ宮、国幣小社。
- 羽衣石城跡
- ハワイ・馬ノ山公園 - 馬ノ山4号墳、文芸の丘、ハワイ風土記館などの施設
- 今滝 - 高さ44mの直瀑。
- 不動滝 - 高さ33mの二段瀑。
- ハワイ海水浴場
- 潮風の丘とまり
- 百年樹
- 橋津台場跡 - 国指定史跡鳥取藩台場跡に含まれる史跡。
- ジグシアター - 2021年に開館した映画館（ミニシアター）。

### 祭事・催事
- ジュニアグラウンド・ゴルフ発祥地大会 - 2006年初開催。
- ハワイアンフェスティバルハワイinゆりはま - 毎年7月に開催されるフラダンスイベント。
- 水郷祭 - 原則7月第3週日曜日。
- とまり夏まつり - 原則7月第4週土曜日。
- 湯梨浜夏まつり綱引き大会